# Brooklyn Beckham
Brooklyn Joseph Peltz Beckham (sinh ngày 4 tháng 3 năm 1999) là một ngôi sao truyền thông, cựu người mẫu người Anh Quốc. Anh là con trai cả của cựu cầu thủ bóng đá David Beckham và ca sĩ, cố vấn thời trang Victoria Beckham.

## Thời thơ ấu
Beckham sinh ra tại bệnh viện Portland, Luân Đôn, là con trai của David và Victoria Beckham (nhũ danh Adams).
Khi còn nhỏ, Beckham sống ở Madrid và Los Angeles trong quãng thời gian cha anh thi đấu cho các đội Real Madrid và LA Galaxy. Anh có ba người em: hai em trai Romeo James, Cruz David và một em gái Harper Seven. Tháng 12 năm 2004, Brooklyn và Romeo cùng được làm lễ rửa tội tại nhà thờ trong khuôn viên biệt thự ở Hertfordshire của hai vợ chồng Beckham. Cha mẹ đỡ đầu của anh là Elton John, David Furnish và Elizabeth Hurley.

## Sự nghiệp

### Người mẫu
Beckham bắt đầu làm người mẫu từ năm 2014 và đã xuất hiện trên trang bìa một số tạp chí như Vogue China, Miss Vogue, Interview, L'Uomo Vogue, T:The New York Times Style Magazine và Dazed Korea. Anh từng làm việc với các nhiếp ảnh gia như Bruce Weber, Terry Richardson, Daniel Jackson và Alasdair McLellan.
Beckham từng làm đại sứ thương hiệu cho hãng điện thoại Huawei, cùng với các nghệ sĩ Scarlett Johansson, Karlie Kloss và Henry Cavill.

### Đầu bếp
Năm 2021, các hãng tin cho biết Beckham có mong muốn trở thành đầu bếp chuyên nghiệp. Sê-ri nấu ăn online Cookin' With Brooklyn thu hút sự quan tâm khi một nguồn tin tiết lộ mỗi tập cần 62 đầu bếp hỗ trợ cùng kinh phí thực hiện 100.000 $. Truyền thông cũng chỉ ra rằng anh không có kỹ năng nấu ăn hay được đào tạo về nấu ăn.

## Đời tư
Beckham từng hẹn hò với một số ca sĩ, diễn viên nổi tiếng như: Chloë Grace Moretz, Sonia Ben Ammar, Madison Beer, Lottie Moss, Rita Ora.
Tháng 1 năm 2020, anh công khai hẹn hò với nữ diễn viên người Mỹ Nicola Peltz. Ngày 11 tháng 7 cùng năm, anh cho biết cả hai đã đính hôn. Cặp đôi kết hôn ngày 9 tháng 4 năm 2022 tại Palm Beach, Florida.